# Rio Berzasca
O Rio Berzasca é um rio da Romênia afluente do Danúbio, localizado no distrito de Caraş-Severin.